# New Richmond, Ohio
New Richmond är en ort i Clermont County i delstaten Ohio, USA.